# JAMB (Betriebssystem)
JAMB (ЯМБ) ist ein Betriebssystem für 8-Bit-Personal Computer, das der VEB Büromaschinenwerk „Ernst Thälmann“ Sömmerda zusammen mit Unternehmen aus der UdSSR speziell für den sowjetischen Markt entwickelte.

## Entwicklung
Die UdSSR bestellte ab Mitte der 1980er Jahre ca. 50.000 PC1715 und verlangte ein eigenes Betriebssystem in russischer Sprache, um es besonders benutzerfreundlich zu gestalten. Es sollte als kompatible „Brücke“ zu den ISKRA 555- und NEWA 521-Computern dienen.
Das Büromaschinenwerk „Ernst Thälmann“ stellte hierzu drei Mitarbeiter ab, die das Projekt maßgeblich entwickelten. Man orderte das BIOS des NEWA 521 für 100.000 Rubel, um durch eine tiefergehende Analyse eine gute Kompatibilität zu erzielen. Schließlich arbeitete man den Kernel des hauseigenen Betriebssystems SCP mit ein.
Schlussendlich wurde die Weiterentwicklung der ISKRA- und NEWA-Computer abgebrochen, der Kunde setzte nun auf das international erfolgreiche CP/M. Somit erlangte JAMB keine große Verbreitung und verschwand wieder.
Die Gosbank war einer der bekannten Anwender.

## Bedienung
Das Betriebssystem arbeitete vollständig auf Russisch und die Eingabe erfolgte mittels kyrillisch beschrifteter Tastaturen vom Typ K7658. Anderssprachige Versionen existierten nicht.

## Trivia
Der Name setzte sich wohl aus den Initialen der Projektleiterin; Jaroschewskaja, Marina Borisowna, zusammen.